# Robert Capot-Rey
Robert Capot-Rey (Agen, 1897-Nimes, 1977) fue un geógrafo francés.

## Biografía
Nacido en Agen el 16 de diciembre de 1897, fue director del Institut de recherches sahariennes (1957-1965). Capot-Rey, que estudió la región del Sáhara, fue profesor en la Universidad de Argel. Entre sus obras publicadas se encuentran Quand la Sarre était française (1928), Géographie de la circulation sur les continents (1946), Le Sahara français (1953) y Borkou et Ounianga. Étude de géographie régionale (1961). Falleció el 4 de mayo de 1977 en Nimes.

## Biblioteca
- Bisson, Jean; Rognon, Pierre; Grivot, Françoise (1978). «Robert Capot-Rey (1897-1977) : Trente ans de géographie saharienne». Annales de géographie (479): 59-77. ISSN 1777-5884. JSTOR 23450666.
- Blanchard, Raoul (1947). «Capot-Rey (H.). — Géographie de la circulation sur les continents». Revue de Géographie Alpine 35 (1): 130-131. ISSN 1760-7426.
- Despois, Jean (1954). «Capot-Rey (R.). — L'Afrique blanche française. II. Le Sahara français». Revue de Géographie Alpine 42 (1): 191-192. ISSN 1760-7426.
- —— (1963). «Une région sud-saharienne : le Borkou et l'Ounianga de R. Capot-Rey». Annales de géographie (390): 233. ISSN 1777-5884.
- Labasse, Jean (1957). «Robert Capot-Rey, Le Sahara français». Géocarrefour 32 (4): 343. ISSN 1960-601X.
- Lefebvre, Georges (1929). «Mr Capot-Rey, Quand la Sarre était française». Annales d’histoire économique et sociale 1 (3): 465-466. ISSN 1953-8146.

- Datos: Q55586114